# Corcogemore
Corcogemore är ett berg i republiken Irland.   Det ligger i grevskapet County Galway och provinsen Connacht, i den nordvästra delen av landet, 220 km väster om huvudstaden Dublin. Toppen på Corcogemore är 609 meter över havet, eller 229 meter över den omgivande terrängen. Bredden vid basen är 2,5 km.
Terrängen runt Corcogemore är kuperad norrut, men söderut är den platt. Runt Corcogemore är det mycket glesbefolkat, med 5 invånare per kvadratkilometer. Närmaste större samhälle är Oughterard, 18,1 km öster om Corcogemore. Trakten runt Corcogemore består i huvudsak av gräsmarker.